# Bahnstrecke Mannheim–Rastatt
Koordinaten: 49° 8′ 6″ N, 8° 29′ 0,6″ O
| | |                                                    |                                                    |
| Streckennummer (DB): | 4020 |                                                    |                                                    |
| Kursbuchstrecke (DB): | 700 (Mannheim–Karlsruhe) 702 (Karlsruhe–Rastatt) 710.7/8 (Stadtbahn Karlsruhe)                                   |                                                    |                                                    |
| Kursbuchstrecke: | 318 (Mannheim Hbf – Karlsruhe Hbf 1946) 318b (Schwetzingen – Oftersheim 1946) 301 (Karlsruhe Hbf – Rastatt 1946) |                                                    |                                                    |
| Streckenlänge: | ehem. ca. 84,4 km heute: 82,9 km                                                                                 |                                                    |                                                    |
| Spurweite: | 1435 mm (Normalspur)                                                                                             |                                                    |                                                    |
| Streckenklasse: | D4 |                                                    |                                                    |
| Stromsystem: | 15 kV 16,7 Hz ~                                                                                                  |                                                    |                                                    |
| Maximale Neigung: | <20 ‰ |                                                    |                                                    |
| Streckengeschwindigkeit: | 200 km/h |                                                    |                                                    |
| Zweigleisigkeit: | Mannheim–Molzau, Graben-Neudorf–Rastatt                                                                          |                                                    |                                                    |
| | |                                                    |                                                    |
| \| \| \| von Mannheim-Waldhof \| \| \| \| \| von Ludwigshafen \| \| \| \| 0,000 \| Mannheim Hbf \| Mannheim Hbf \| \| \| 1,254 \| Mannheim Hbf Ost (Bft, ehem. „Mannheim-Kleinfeld“) \| Mannheim Hbf Ost (Bft, ehem. „Mannheim-Kleinfeld“) \| \| \| \| nach Frankfurt (Main) \| \| \| \| \| nach Heidelberg \| \| \| \| \| nach Stuttgart \| \| \| \| 1,350 \| Mannheim Fabrikstation \| Mannheim Fabrikstation \| \| \| \| Verbindungskurve vom Rangierbahnhof \| \| \| \| 3,359 \| Mannheim-Neckarau (Hp+Abzw) \| Mannheim-Neckarau (Hp+Abzw) \| \| \| 4,710 \| Altrip \| Altrip \| \| \| \| \| \| \| \| 4,7+100,04,8+018,9 \| Kilometrierungssprung \| Kilometrierungssprung \| \| \| \| \| \| \| \| 5,640 \| Wirbel (Bk) \| Wirbel (Bk) \| \| \| 6,410 \| Mannheim-Rheinau Hafen \| Mannheim-Rheinau Hafen \| \| \| 7,972 \| Mannheim-Rheinau \| Mannheim-Rheinau \| \| \| \| nach Ketsch \| \| \| \| 9,540 \| Schnellfahrstrecke Mannheim–Stuttgart \| Schnellfahrstrecke Mannheim–Stuttgart \| \| \| 10,452 \| Schwetzingen-Hirschacker \| Schwetzingen-Hirschacker \| \| \| 11,070 \| Hirschacker (Abzw, nach „Mhm-Rheinau Gruppe S“) \| Hirschacker (Abzw, nach „Mhm-Rheinau Gruppe S“) \| \| \| 12,188 \| Schwetzingen-Nordstadt \| Schwetzingen-Nordstadt \| \| \| \| von Neu-Edingen/Friedrichsfeld \| \| \| \| \| von Heidelberg \| \| \| \| 13,563 \| Schwetzingen \| Schwetzingen \| \| \| 14,668 \| Oftersheim (Bft) \| Oftersheim (Bft) \| \| \| \| ehem. nach Speyer (heute Gla) \| \| \| \| 16,770 \| Neubruch (Bk) \| Neubruch (Bk) \| \| \| 18,910 \| Langer Sand (Bk) \| Langer Sand (Bk) \| \| \| \| von Mannheim \| \| \| \| 21,550 \| Hockenheim (bis 198x) \| Hockenheim (bis 198x) \| \| \| 21,650 \| Hockenheim \| Hockenheim \| \| \| \| nach Stuttgart \| \| \| \| 24,250 \| Neulußheim (bis 198x) \| Neulußheim (bis 198x) \| \| \| 24,500 \| Neulußheim \| Neulußheim \| \| \| \| \| \| \| \| 25,8+133,425,9+000,0 \| Kilometrierungssprung wegen Streckenverlegung \| Kilometrierungssprung wegen Streckenverlegung \| \| \| \| \| \| \| \| 28,200 \| Lußhard (Bk) \| Lußhard (Bk) \| \| \| 29,380 \| Kirrlach \| Kirrlach \| \| \| 29,930 \| Waghäusel \| Waghäusel \| \| \| 30,450 \| Waghäusel \| Waghäusel \| \| \| \| \| \| \| \| 31,2+093,931,3+025,0 \| Kilometrierungssprung \| Kilometrierungssprung \| \| \| \| \| \| \| \| 32,461 \| Wiesental \| Wiesental \| \| \| \| von Hockenheim \| \| \| \| 34,000 \| nach Stuttgart \| nach Stuttgart \| \| \| \| von Waghäusel Saalbach \| \| \| \| 34,600 \| Philippsburg Molzau (Abzw) \| Philippsburg Molzau (Abzw) \| \| \| 36,490 \| Molzau (Bk) \| Molzau (Bk) \| \| \| 37,010 \| von Germersheim \| von Germersheim \| \| \| 37,3+088,837,4+000,0 \| Kilometrierungssprung \| Kilometrierungssprung \| \| \| \| Graben-Neudorf Nord \| \| \| \| \| \| \| \| \| 39,601 \| Graben-Neudorf \| Graben-Neudorf \| \| \| \| nach Bruchsal \| \| \| \| \| ehem. nach Karlsruhe (bis 1967) \| \| \| \| 42,410 \| Forlenschlag (Bk) \| Forlenschlag (Bk) \| \| \| 45,400 \| Friedrichstal (Baden) \| Friedrichstal (Baden) \| \| \| 46,607 \| Friedrichstal (Baden) \| Friedrichstal (Baden) \| \| \| 47,480 \| Heckrechs (Bk) \| Heckrechs (Bk) \| \| \| 50,437 \| Blankenloch \| Blankenloch \| \| \| 52,520 \| Lachwald (Bk) \| Lachwald (Bk) \| \| \| 55,132 \| Karlsruhe-Hagsfeld \| Karlsruhe-Hagsfeld \| \| \| \| nach Karlsruhe Rbf \| \| \| \| \| (ehem. Trasse bis 1913) \| \| \| \| \| von Bruchsal und von Pforzheim \| \| \| \| \| ehem. Anschluss vom Ausbesserungswerk (bis 199x) \| \| \| \| \| Karlsruhe Gbf (alt) (bis 199x) \| \| \| \| \| Karlsruhe Hbf (alt) (bis 1913) \| \| \| \| \| ehem. Maxaubahn \| \| \| \| 60,659 \| Karlsruhe Hbf \| Karlsruhe Hbf \| \| \| \| Albtalbahn \| \| \| \| \| nach Rastatt \| \| \| \| \| von Karlsruhe Albtalbf[A 1] \| \| \| \| \| Güterstrecke Karlsruhe West–Karlsruhe Rbf \| \| \| \| \| \| \| \| \| 61,418 \| Karlsruhe Hbf Bft Südeinfahrt[A 2] \| Karlsruhe Hbf Bft Südeinfahrt[A 2] \| \| \| \| \| \| \| \| \| nach Wörth \| \| \| \| \| von Karlsruhe Rbf \| \| \| \| \| von Karlsruhe-West \| \| \| \| 63,170 \| Karlsruhe-Dammerstock (Abzw) \| Karlsruhe-Dammerstock (Abzw) \| \| \| \| \| \| \| \| 63,31264,800 \| (Fehllänge wegen verkürzter Trasse von 1913) \| (Fehllänge wegen verkürzter Trasse von 1913) \| \| \| \| \| \| \| \| 67,805 \| Forchheim (b Karlsruhe) \| Forchheim (b Karlsruhe) \| \| \| 70,991 \| Bashaide (seit 4. Oktober 2018; Bbf) \| Bashaide (seit 4. Oktober 2018; Bbf) \| \| \| \| nach Basel \| \| \| \| 71,200 \| Bashaide (bis 27. März 2017; Bk) \| Bashaide (bis 27. März 2017; Bk) \| \| \| 73,100 \| Durmersheim Nord \| Durmersheim Nord \| \| \| 74,143 \| Durmersheim \| Durmersheim \| \| \| 76,472 \| Bietigheim (Baden) \| Bietigheim (Baden) \| \| \| 79,278 \| Ötigheim \| Ötigheim \| \| \| \| von Karlsruhe \| \| \| \| 82,930 \| Rastatt \| Rastatt \| \| \| \| nach Freudenstadt \| \| \| \| \| nach Basel \| \| \| \| \| nach Steinbourg \| \| \| \| \| \| \| \| 1. ↑ dort Systemwechsel und Infrastrukturgrenze 2. ↑ bis 2016 „Karlsruhe Hbf Bft DB/AVG“ \| \| \| \| \| \| \| \| \| \| Quellen: [1][2] \| \| \| \| | |                                                    |                                                    |
| Strecke | | von Mannheim-Waldhof                               | von Mannheim-Waldhof                               |
| Abzweig geradeaus und von rechts | | von Ludwigshafen                                   | von Ludwigshafen                                   |
| Bahnhof | 0,000 | Mannheim Hbf                                       | Mannheim Hbf                                       |
| Dienststation / Betriebs- oder Güterbahnhof | 1,254 | Mannheim Hbf Ost (Bft, ehem. „Mannheim-Kleinfeld“) | Mannheim Hbf Ost (Bft, ehem. „Mannheim-Kleinfeld“) |
| Abzweig geradeaus und nach links | | nach Frankfurt (Main)                              | nach Frankfurt (Main)                              |
| Abzweig geradeaus und nach links | | nach Heidelberg                                    | nach Heidelberg                                    |
| Abzweig geradeaus und nach links | | nach Stuttgart                                     | nach Stuttgart                                     |
| ehemaliger Haltepunkt / Haltestelle | 1,350 | Mannheim Fabrikstation                             | Mannheim Fabrikstation                             |
| Abzweig geradeaus und von links | | Verbindungskurve vom Rangierbahnhof                | Verbindungskurve vom Rangierbahnhof                |
| Haltepunkt / Haltestelle | 3,359 | Mannheim-Neckarau (Hp+Abzw)                        | Mannheim-Neckarau (Hp+Abzw)                        |
| ehemaliger Haltepunkt / Haltestelle | 4,710 | Altrip                                             | Altrip                                             |
| | |                                                    |                                                    |
| Kilometer-Wechsel | 4,7+100,04,8+018,9                                                                                               | Kilometrierungssprung                              | Kilometrierungssprung                              |
| | |                                                    |                                                    |
| ehemalige Blockstelle | 5,640 | Wirbel (Bk)                                        | Wirbel (Bk)                                        |
| ehemaliger Haltepunkt / Haltestelle | 6,410 | Mannheim-Rheinau Hafen                             | Mannheim-Rheinau Hafen                             |
| Bahnhof | 7,972 | Mannheim-Rheinau                                   | Mannheim-Rheinau                                   |
| Abzweig geradeaus und ehemals nach rechts | | nach Ketsch                                        | nach Ketsch                                        |
| Kreuzung mit Tunnelstrecke | 9,540 | Schnellfahrstrecke Mannheim–Stuttgart              | Schnellfahrstrecke Mannheim–Stuttgart              |
| Haltepunkt / Haltestelle | 10,452 | Schwetzingen-Hirschacker                           | Schwetzingen-Hirschacker                           |
| ehemalige Blockstelle | 11,070 | Hirschacker (Abzw, nach „Mhm-Rheinau Gruppe S“)    | Hirschacker (Abzw, nach „Mhm-Rheinau Gruppe S“)    |
| Haltepunkt / Haltestelle | 12,188 | Schwetzingen-Nordstadt                             | Schwetzingen-Nordstadt                             |
| Abzweig geradeaus und von links | | von Neu-Edingen/Friedrichsfeld                     | von Neu-Edingen/Friedrichsfeld                     |
| Abzweig geradeaus und ehemals von links | | von Heidelberg                                     | von Heidelberg                                     |
| Bahnhof | 13,563 | Schwetzingen                                       | Schwetzingen                                       |
| Haltepunkt / Haltestelle | 14,668 | Oftersheim (Bft)                                   | Oftersheim (Bft)                                   |
| Abzweig geradeaus und nach rechts | | ehem. nach Speyer (heute Gla)                      | ehem. nach Speyer (heute Gla)                      |
| ehemalige Blockstelle | 16,770 | Neubruch (Bk)                                      | Neubruch (Bk)                                      |
| ehemalige Blockstelle | 18,910 | Langer Sand (Bk)                                   | Langer Sand (Bk)                                   |
| Abzweig geradeaus und von rechts | | von Mannheim                                       | von Mannheim                                       |
| ehemaliger Bahnhof | 21,550 | Hockenheim (bis 198x)                              | Hockenheim (bis 198x)                              |
| Bahnhof | 21,650 | Hockenheim                                         | Hockenheim                                         |
| Abzweig geradeaus und nach rechts | | nach Stuttgart                                     | nach Stuttgart                                     |
| ehemaliger Bahnhof | 24,250 | Neulußheim (bis 198x)                              | Neulußheim (bis 198x)                              |
| Haltepunkt / Haltestelle | 24,500 | Neulußheim                                         | Neulußheim                                         |
| | |                                                    |                                                    |
| Kilometer-Wechsel | 25,8+133,425,9+000,0                                                                                             | Kilometrierungssprung wegen Streckenverlegung      | Kilometrierungssprung wegen Streckenverlegung      |
| | |                                                    |                                                    |
| ehemalige Blockstelle | 28,200 | Lußhard (Bk)                                       | Lußhard (Bk)                                       |
| ehemaliger Haltepunkt / Haltestelle | 29,380 | Kirrlach                                           | Kirrlach                                           |
| Bahnhof | 29,930 | Waghäusel                                          | Waghäusel                                          |
| ehemaliger Bahnhof | 30,450 | Waghäusel                                          | Waghäusel                                          |
| | |                                                    |                                                    |
| Kilometer-Wechsel | 31,2+093,931,3+025,0                                                                                             | Kilometrierungssprung                              | Kilometrierungssprung                              |
| | |                                                    |                                                    |
| Haltepunkt / Haltestelle | 32,461 | Wiesental                                          | Wiesental                                          |
| Strecke von halbrechts · Strecke | | von Hockenheim                                     | von Hockenheim                                     |
| Abzweig geradeaus und nach links · Kreuzung geradeaus unten | 34,000 | nach Stuttgart                                     | nach Stuttgart                                     |
| Abzweig geradeaus und von links · Abzweig geradeaus und nach rechts | | von Waghäusel Saalbach                             | von Waghäusel Saalbach                             |
| Blockstelle · Blockstelle | 34,600 | Philippsburg Molzau (Abzw)                         | Philippsburg Molzau (Abzw)                         |
| Strecke · Blockstelle | 36,490 | Molzau (Bk)                                        | Molzau (Bk)                                        |
| Kreuzung geradeaus unten · Kreuzung geradeaus unten · Strecke von rechts | 37,010 | von Germersheim                                    | von Germersheim                                    |
| Kilometer-Wechsel · Kilometer-Wechsel · Strecke | 37,3+088,837,4+000,0                                                                                             | Kilometrierungssprung                              | Kilometrierungssprung                              |
| Strecke · Strecke · Haltepunkt / Haltestelle | | Graben-Neudorf Nord                                | Graben-Neudorf Nord                                |
| Strecke nach links · Abzweig geradeaus, von links und von rechts · Strecke nach rechts | |                                                    |                                                    |
| Bahnhof | 39,601 | Graben-Neudorf                                     | Graben-Neudorf                                     |
| Abzweig geradeaus und nach links | | nach Bruchsal                                      | nach Bruchsal                                      |
| Abzweig geradeaus und ehemals nach rechts | | ehem. nach Karlsruhe (bis 1967)                    | ehem. nach Karlsruhe (bis 1967)                    |
| ehemalige Blockstelle | 42,410 | Forlenschlag (Bk)                                  | Forlenschlag (Bk)                                  |
| ehemaliger Bahnhof | 45,400 | Friedrichstal (Baden)                              | Friedrichstal (Baden)                              |
| Haltepunkt / Haltestelle | 46,607 | Friedrichstal (Baden)                              | Friedrichstal (Baden)                              |
| ehemalige Blockstelle | 47,480 | Heckrechs (Bk)                                     | Heckrechs (Bk)                                     |
| Bahnhof | 50,437 | Blankenloch                                        | Blankenloch                                        |
| ehemalige Blockstelle | 52,520 | Lachwald (Bk)                                      | Lachwald (Bk)                                      |
| Bahnhof | 55,132 | Karlsruhe-Hagsfeld                                 | Karlsruhe-Hagsfeld                                 |
| Abzweig geradeaus und nach links | | nach Karlsruhe Rbf                                 | nach Karlsruhe Rbf                                 |
| Verschwenkung von links (Strecke außer Betrieb) · Verschwenkung von rechts | | (ehem. Trasse bis 1913)                            | (ehem. Trasse bis 1913)                            |
| Abzweig geradeaus und von links (Strecke außer Betrieb) · Kreuzung (Querstrecke außer Betrieb) | | von Bruchsal und von Pforzheim                     | von Bruchsal und von Pforzheim                     |
| Abzweig geradeaus und von links (Strecke außer Betrieb) · Kreuzung geradeaus oben (Querstrecke außer Betrieb) | | ehem. Anschluss vom Ausbesserungswerk (bis 199x)   | ehem. Anschluss vom Ausbesserungswerk (bis 199x)   |
| Dienststation / Betriebs- oder Güterbahnhof (Strecke außer Betrieb) · Strecke | | Karlsruhe Gbf (alt) (bis 199x)                     | Karlsruhe Gbf (alt) (bis 199x)                     |
| Bahnhof (Strecke außer Betrieb) · Strecke | | Karlsruhe Hbf (alt) (bis 1913)                     | Karlsruhe Hbf (alt) (bis 1913)                     |
| Abzweig geradeaus, nach rechts und von rechts (Strecke außer Betrieb) · Strecke | | ehem. Maxaubahn                                    | ehem. Maxaubahn                                    |
| Strecke (außer Betrieb) · Bahnhof | 60,659 | Karlsruhe Hbf                                      | Karlsruhe Hbf                                      |
| Kreuzung (Strecke geradeaus außer Betrieb) · Kreuzung geradeaus oben | | Albtalbahn                                         | Albtalbahn                                         |
| Abzweig nach halblinks und nach links (Strecke außer Betrieb) · Abzweig nach halbrechts und nach links | | nach Rastatt                                       | nach Rastatt                                       |
| Abzweig von halblinks und von halbrechts · Strecke ehemals von halbrechts | | von Karlsruhe Albtalbf                             | von Karlsruhe Albtalbf                             |
| Kreuzung geradeaus oben · Kreuzung (Strecke geradeaus außer Betrieb) | | Güterstrecke Karlsruhe West–Karlsruhe Rbf          | Güterstrecke Karlsruhe West–Karlsruhe Rbf          |
| | |                                                    |                                                    |
| Blockstelle · Strecke | 61,418 | Karlsruhe Hbf Bft Südeinfahrt                      | Karlsruhe Hbf Bft Südeinfahrt                      |
| | |                                                    |                                                    |
| Abzweig geradeaus und nach rechts · Strecke | | nach Wörth                                         | nach Wörth                                         |
| Verschwenkung nach links · Verschwenkung nach rechts | | von Karlsruhe Rbf                                  | von Karlsruhe Rbf                                  |
| Abzweig geradeaus und ehemals von rechts | | von Karlsruhe-West                                 | von Karlsruhe-West                                 |
| Blockstelle | 63,170 | Karlsruhe-Dammerstock (Abzw)                       | Karlsruhe-Dammerstock (Abzw)                       |
| | |                                                    |                                                    |
| Kilometer-Wechsel | 63,31264,800 | (Fehllänge wegen verkürzter Trasse von 1913)       | (Fehllänge wegen verkürzter Trasse von 1913)       |
| | |                                                    |                                                    |
| Bahnhof | 67,805 | Forchheim (b Karlsruhe)                            | Forchheim (b Karlsruhe)                            |
| Dienststation / Betriebs- oder Güterbahnhof | 70,991 | Bashaide (seit 4. Oktober 2018; Bbf)               | Bashaide (seit 4. Oktober 2018; Bbf)               |
| Abzweig geradeaus und ehemals nach links | | nach Basel                                         | nach Basel                                         |
| ehemalige Blockstelle | 71,200 | Bashaide (bis 27. März 2017; Bk)                   | Bashaide (bis 27. März 2017; Bk)                   |
| Haltepunkt / Haltestelle | 73,100 | Durmersheim Nord                                   | Durmersheim Nord                                   |
| Bahnhof | 74,143 | Durmersheim                                        | Durmersheim                                        |
| Haltepunkt / Haltestelle | 76,472 | Bietigheim (Baden)                                 | Bietigheim (Baden)                                 |
| Bahnhof | 79,278 | Ötigheim                                           | Ötigheim                                           |
| Abzweig geradeaus und von links | | von Karlsruhe                                      | von Karlsruhe                                      |
| Bahnhof | 82,930 | Rastatt                                            | Rastatt                                            |
| Abzweig geradeaus und nach links | | nach Freudenstadt                                  | nach Freudenstadt                                  |
| Abzweig geradeaus und nach links | | nach Basel                                         | nach Basel                                         |
| Strecke | | nach Steinbourg                                    | nach Steinbourg                                    |
| | |                                                    |                                                    |
| 1. 2. | |                                                    |                                                    |
| | |                                                    |                                                    |
| Quellen: | |                                                    |                                                    |

Die Bahnstrecke Mannheim–Rastatt ist eine Eisenbahnstrecke in Baden-Württemberg von Mannheim über Karlsruhe nach Rastatt, deren Verlängerung, die Bahnstrecke Steinbourg–Rastatt, als Strategische Bahn ehemals weiter bis nach Haguenau und weiter nach Saverne im heute französischen Elsass führte. Die teilweise auch Rheintalbahn oder zur Zeit ihrer Entstehung Rheinbahn genannte Strecke wurde als Ergänzung zur Badischen Hauptbahn erbaut und verläuft weitgehend weiträumig parallel zu dieser.

## Geschichte

### Entstehung der Strecke Mannheim–Karlsruhe und erste Jahre
Beim Bau der Badischen Hauptbahn von Mannheim nach Basel war entschieden worden, diese am östlichen Rand der Oberrheinischen Tiefebene zu führen, um Kraichgau und Schwarzwald anzubinden. Daher führte der nördliche Abschnitt nicht auf direktem Weg von Mannheim nach Karlsruhe, sondern über Heidelberg und Bruchsal. Die nördliche Weiterführung in Form der Main-Neckar-Bahn schloss in Heidelberg an die Badische Hauptbahn an, während Mannheim nur über eine Stichstrecke angebunden wurde. Dadurch entstand in Heidelberg ein Eisenbahnknotenpunkt, während die deutlich größere Industrie- und Handelsstadt Mannheim lediglich Endpunkt zweier Stichstrecken wurde. Mannheim drohte ins verkehrliche Abseits zu geraten.
Im Jahr 1865 wandte sich eine Initiative mehrere Städte und Gemeinden zwischen Mannheim und Karlsruhe an die badische Staatsregierung mit dem Wunsch, eine direkte Bahnstrecke zwischen diesen beiden Städten auf Staatskosten zu errichten. Die Staatsregierung zeigte jedoch zunächst aus finanziellen Gründen kein Interesse, erkannte andererseits jedoch den volkswirtschaftlichen Nutzen einer solchen Verbindung an, zumal die bestehende Bahnstrecke über Heidelberg und Bruchsal durch den wachsenden Verkehr bereits an ihrer Kapazitätsgrenze angelangt war und ein weiterer Ausbau früher oder später erforderlich werden würde. Nachdem sich die genannte kommunale Initiative bereit erklärte, die Strecke auf eigene Kosten zu errichten und dem Staat anschließend zu verpachten, wurde der Bau der Verbindung per Gesetz vom 20. Februar 1868 beschlossen und die Konzession an die Stadt Mannheim am 30. April 1868 erteilt. Mit dem Bau wurde die Aktiengesellschaft für Bergbau und Hüttenbetrieb Heinrichshütte beauftragt.
Am 4. August 1870 wurde die Strecke eröffnet. Sie führte von Mannheim über Schwetzingen, Oftersheim, Hockenheim, Waghäusel, Graben-Neudorf und Eggenstein zum bereits bestehenden Bahnhof Karlsruhe Mühlburger Tor der Maxaubahn, mit der sie gemeinsam zum Karlsruher Bahnhof führte. Die Streckenführung im südlichen Abschnitt westlich des Hardtwaldes mit einer Einführung der Strecke von Westen in den Karlsruher Bahnhof ging auf einen Wunsch des badischen Großherzogs Friedrich I. zurück. Anders als ursprünglich geplant ging die Strecke mit ihrer Eröffnung unmittelbar in das Eigentum der Großherzoglich Badische Staatseisenbahnen über.
Schon kurz nach der Eröffnung 1870 erwies sich die gewählte Streckenführung im südlichen Abschnitt als ungünstig, da sie zur Folge hatte, dass durchlaufende Züge zwischen Mannheim und Offenburg in Karlsruhe die Fahrtrichtung wechseln mussten. War dies für Personenzüge, die ohnehin in Karlsruhe hielten, noch tolerierbar, führte diese Sachlage bei Güterzügen und militärische Transporten zu unnötigen Verzögerungen und erschwerte die Betriebsführung im ohnehin eher knapp bemessenen Karlsruher Bahnhof unnötig. Daher wurde schon bald eine Verbindungskurve ergänzt, die eine direkte Führung der Züge zwischen dem Bahnhof Mühlburger Tor und der badischen Hauptbahn bei Beiertheim ermöglichte.

### Anschlussstrecken
Im Laufe der folgenden Jahre entstanden die folgenden Anschlussstrecken an die Strecke Mannheim–Karlsruhe:
- Am 17. Juli 1873 eröffnete die Heidelberg-Speyer-Eisenbahn-Gesellschaft die Strecke Heidelberg–Schwetzingen und verlängerte sie am 10. Dezember 1873 nach Speyer. Die Strecke führte zwischen Schwetzingen und dem Hardtbach circa 3,5 km parallel zur Strecke Mannheim–Karlsruhe. Auch nach Stilllegung der Strecke Heidelberg–Speyer blieb dieses parallele Gleis erhalten, so dass sich südlich von Oftersheim heute ein längerer dreigleisiger Abschnitt ergibt.
- Am 23. November 1874 eröffneten die Badischen Staatseisenbahnen die Strecke Bruchsal–Rheinsheim, die im Bahnhof Graben-Neudorf die Strecke Mannheim–Karlsruhe kreuzte. Die Strecke wurde 1877 von Rheinsheim nach Germersheim verlängert. Diese Querverbindung ermöglichte die Führung von Zügen in der Relation Mannheim–Graben-Neudorf–Bruchsal–Mühlacker–Stuttgart.
- Am 1. Juli 1880 nahm die Main-Neckar-Eisenbahn-Gesellschaft die Verbindungsstrecke von Mannheim-Friedrichsfeld nach Schwetzingen in Betrieb. Die Strecke ermöglichte es, Züge zwischen Darmstadt und Karlsruhe auf direktem Weg ohne Fahrtrichtungswechsel in Mannheim oder Heidelberg zu führen und erlangte vor allem im Güterverkehr große Bedeutung. Nach Eröffnung des neuen Mannheimer Rangierbahnhofs 1906 erfolgte über diese Strecke auch die Anbindung des Rangierbahnhofs an die Strecke Mannheim–Karlsruhe.
- Am 1. Oktober 1905 eröffneten die Badischen Staatseisenbahnen eine Stichstrecke von Mannheim-Rheinau nach Ketsch. Die Strecke diente ausschließlich dem lokalen Verkehr und wurde 1966 stillgelegt.

### Entstehung der Strecke Graben-Neudorf–Karlsruhe–Rastatt
Die wachsenden politischen Spannungen zwischen dem Deutschen Reich und Frankreich nach 1880 ließen in Deutschland die Befürchtung vor einem erneuten Krieg mit Frankreich wachsen. Um für eine solche Auseinandersetzung über leistungsfähige Aufmarsch- und Nachschublinien zu verfügen, entwickelte das Deutsche Reich Pläne zum Ausbau des Eisenbahnnetzes. Eine der Forderungen des Militärs war die Schaffung einer zusätzlichen nördlichen Anbindung des Eisenbahnknotens Straßburg an die rechtsrheinischen Strecken. In einem Abkommen zwischen dem Deutschen Reich und dem Großherzogtum Baden vom 23. Mai 1892 wurde der Bau einer Eisenbahnstrecke von Graben-Neudorf über Karlsruhe, Rastatt und eine neu zu bauende Rheinbrücke bei Wintersdorf nach Haguenau sowie der Neubau des Rangierbahnhofs Karlsruhe einschließlich der zugehörigen Zulaufstrecken vereinbart. Am 1. Mai 1895 wurden die neuen Strecken sowie der neue Rangierbahnhof eröffnet.
Die neue Strecke begann im Bahnhof Graben-Neudorf und verlief östlich des Hardtwaldes über Blankenloch nach Karlsruhe und weiter über Durmersheim nach Rastatt. In Karlsruhe wurde sowohl der neue Rangierbahnhof als auch der Personenbahnhof über Verbindungskurven angebunden. In Rastatt war der Neubau des Bahnhofs sowie die Neutrassierung der badischen Hauptbahn erforderlich, um die neue Strecke anbinden zu können. Südlich von Rastatt wurde die Strecke über Wintersdorf nach Haguenau fortgeführt. Fortan bildete der nördliche Abschnitt der bisherigen Strecke Mannheim–Karlsruhe mit der neuen strategischen Bahnlinie Graben-Neudorf–Karlsruhe–Rastatt eine betriebliche Einheit, über die die durchgehenden Züge geführt wurden. Der Streckenabschnitt westlich des Hardtwaldes von Graben-Neudorf über Eggenstein nach Karlsruhe wurde zur Nebenbahn abgestuft und diente nur noch den lokalen Verkehrsbedürfnissen. Die weitere Entwicklung dieses Streckenteils ist im Hauptartikel unter der Bezeichnung Hardtbahn beschrieben. Die Verbindungskurve zwischen dem Bahnhof Mühlburger Tor und der badischen Hauptbahn entfiel, da die durchgehenden Züge die Strecke über Blankenloch nutzten.
Mit dem Neubau des Karlsruher Hauptbahnhofs änderte sich die Streckenführung der Strecke Mannheim–Rastatt zwischen Hagsfeld und dem Abzweig Dammerstock südlich von Bulach. Die neuen Streckenteile sind kreuzungsfrei in Dammlage ausgeführt und gingen zusammen mit dem neuen Hauptbahnhof am 23. Oktober 1913 in Betrieb.

### Weitere Entwicklung der Strecke
Während des Zweiten Weltkriegs wurde die Strecke an mehreren Stellen beschädigt und war zeitweise nicht durchgängig befahrbar. Die Schäden wurden nach dem Ende des Krieges zügig wieder beseitigt.
1957 ging der elektrische Betrieb zwischen Rastatt und Karlsruhe in Betrieb, 1958 folgte der Abschnitt von Karlsruhe bis Mannheim. In den folgenden Jahrzehnten wurde der Betrieb weiter rationalisiert. Die Bahnhöfe in Oftersheim, Neulußheim, Wiesental, Friedrichstal und Bietigheim wurden zu Haltepunkten umgewandelt. Die Haltepunkte Mannheim-Fabrikstation, Altrip, Rheinauhafen und Karlsruhe-Hagsfeld wurden in den 1980er Jahren aufgegeben. Der Station Karlsruhe-Hagsfeld wurde 1997 im Personenverkehr wieder in Betrieb genommen und eine Verknüpfungshaltestelle mit der Stadtbahnlinie S2 geschaffen. Die Ortsgüteranlagen an sämtlichen Zwischenbahnhöfen entfielen.
Am 14. Dezember 1996 wurde im westlichen Bahnhofskopf des Karlsruher Hauptbahnhofs eine Verbindungsrampe zum Albtalbahnhof in Betrieb genommen, die es erlaubte, die zwischen Rastatt und Karlsruhe verkehrenden Stadtbahnen über das Straßenbahnnetz bis in die Karlsruher Innenstadt zu führen.
Mit dem Fahrplanwechsel am 13. Dezember 2020 wurde der Personennahverkehr zwischen Mannheim und Karlsruhe auf S-Bahn-Betrieb umgestellt. Im Vorgriff auf diese Maßnahme wurde 2014 der Haltepunkt Friedrichstal um circa 1 km nach Süden zur Stadtbahnhaltestelle Saint-Riquier-Platz verlegt und am 14. Dezember 2014 eröffnet. Am 11. Dezember 2022 wurde ein neuer Haltepunkt Hirschacker zwischen Mannheim-Rheinau und Schwetzingen in Betrieb genommen. Ein weiterer Haltepunkt Schwetzingen-Nordstadt befindet sich seit 2023 im Bau und wurde zum Fahrplanwechsel im Dezember 2024 eröffnet.

### Auswirkungen des Baus der Schnellfahrstrecke Mannheim–Stuttgart
Seit den 1960er Jahren verfolgte die Deutsche Bundesbahn Überlegungen zum Bau einer neuen Strecke zwischen Mannheim und Stuttgart, um die überlasteten Bestandsstrecken zu entlasten und den Verkehr zu beschleunigen. Die Planungen mündeten in eine Trasse, die von Mannheim bis Wiesental in maximal 3 km Abstand parallel zur bestehenden Strecke Mannheim–Karlsruhe führt und sich südlich von Wiesental nach Südosten wendet. Zwischen Hockenheim und Neulußheim wurde die neue Strecke mit der Bestandsstrecke in enger Bündelung geführt. Hierzu war eine Verlegung der Bestandsstrecke zwischen Hockenheim und Neulußheim sowie der Neubau des Haltepunktes Neulußheim sowie des Bahnhofs Hockenheim erforderlich. In Hockenheim entstanden Überleitverbindungen zwischen den beiden Strecken sowie Überholgleise.
Südlich von Wiesental kreuzt die Neubaustrecke die Bestandsstrecke. Hier entstand eine zweigleisige Verbindungskurve von der Neubaustrecke zur Bestandsstrecke, die Fahrten von Mannheim über die Schnellfahrstrecke bis zum Abzweig Saalbach und von dort über die neue Verbindungsstrecke zur Bestandsstrecke in Richtung Karlsruhe ermöglicht. Der Abschnitt zwischen dem neuen Abzweig Molzau und dem Bahnhof Graben-Neudorf wurde dreigleisig ausgebaut. Die drei Gleise teilen sich formal auf zwei Strecken auf. Das östliche Gleis gehört zur Strecke Mannheim–Karlsruhe (Streckennummer 4020), das westliche und das mittlere Gleis zur Verbindungskurve (Streckennummer 4082). Der Betrieb wird auf den drei Gleisen flexibel unter Nutzung des Gleiswechselbetriebs durchgeführt.
Mit der Inbetriebnahme des ersten Teilstücks der Schnellfahrstrecke zwischen Mannheim und Graben-Neudorf am 31. Mai 1987 wurde der Personenfernverkehr sowie ein Teil des Güterverkehrs auf die Schnellfahrstrecke verlagert. Auf der Bestandsstrecke wurde das Angebot im Personennahverkehr verdichtet und vertaktet. Um auch zwischen Graben-Neudorf und Karlsruhe die Höchstgeschwindigkeit der Fernverkehrszüge erhöhen zu können, wurde die Strecke in diesem Abschnitt ab 1989 für eine Höchstgeschwindigkeit von 200 km/h ausgebaut. Hierzu wurden neun Bahnübergänge durch Brücken und Unterführungen ersetzt und die Linienzugbeeinflussung eingebaut.

### Auswirkungen des Baus der Schnellfahrstrecke Karlsruhe–Basel
Seit den frühen 1980er Jahren plante die Deutsche Bundesbahn einen Ausbau der Strecke Karlsruhe–Basel. Zwischen Karlsruhe und Offenburg sollten durchgehend vier Gleise zur Verfügung stehen. Die Pläne sehen vor, die Neubaustrecke südlich von Forchheim an die Bestandsstrecke Mannheim–Rastatt anzubinden und bis Rastatt circa 350 m östlich der Bestandsstrecke in Bündelung mit der Bundesstraße 36 zu führen. Rastatt soll in einem Tunnel unterquert werden. In den 1980er Jahren war geplant, die Bestandsstrecke zwischen Durmersheim und Rastatt nach Inbetriebnahme der Neubaustrecke stillzulegen. Seit Mitte der 1990er Jahre ist eine Aufgabe der Bestandsstrecke nicht mehr vorgesehen.
Der Bau der Neubaustrecke im Abschnitt zwischen Karlsruhe und Rastatt verzögerte sich aus finanziellen Erwägungen im Zusammenhang mit der Wiedervereinigung Deutschlands erheblich, so dass mit dem Bau des Neubauabschnitts erst 2013 begonnen wurde. Der neue Abzweig Bashaide zwischen Forchheim und Durmersheim, an dem die Neubaustrecke aus der Bestandsstrecke ausgefädelt wird, ist seit dem 8. November 2021 in Betrieb. Die Neubaustrecke soll im Jahr 2026 in Betrieb gehen.

### Planungen
Als Teil des transeuropäischen Güterverkehrskorridors Rhein-Alpen ist die Ausrüstung der Strecke mit dem europäischen Zugbeeinflussungssystem ETCS vorgesehen. ETCS wird dann auch die Linienzugbeeinflussung zwischen dem Abzweig Molzau und Karlsruhe ersetzen.
Für das Jahr 2030 plant die Deutsche Bahn eine Generalsanierung der Strecke Mannheim–Karlsruhe.
Im Vorfeld der Erstellung des Bundesverkehrswegeplan 2030 wurde eine Zugzahlenprognose für das Jahr 2030 erstellt und festgestellt, dass die Strecke Mannheim–Rastatt in den Abschnitten Oftersheim–Hockenheim, Graben-Neudorf–Hagsfeld und Karlsruhe–Abzweig Bashaide überlastet sein wird. Daraufhin wurden mehrere Ausbauprojekte in den vordringlichen Bedarf des Bundesverkehrswegeplan 2030 aufgenommen:
- Ausbauprojekt für den Knoten Mannheim (Projekt Knoten Mannheim[18])
- Neubaustrecke Graben-Neudorf–Karlsruhe (Projekt Korridor Mittelrhein: Zielnetz 1[19])
- Dreigleisiger Ausbau Karlsruhe–Abzweig Bashaide (Projekt Korridor Mittelrhein: Zielnetz 1[19])

Die Projekte zum Ausbau des Abschnitts Oftersheim–Hockenheim und Graben-Neudorf–Karlsruhe wurden im weiteren Planungsverlauf im Projekt Neu- und Ausbaustrecke Mannheim–Karlsruhe miteinander kombiniert und mit der Trassensuche begonnen.
Als weiteres Projekt wurde der Ausbau der Güterverkehrskorridore für 740 m lange Güterzüge in den Bundesverkehrswegeplan aufgenommen. Dieses Projekt beinhaltet auch die Verlängerung der Güterzuggleise im Bahnhof Graben-Neudorf.

## Streckenbeschreibung

### Verlauf
Die Strecke verläuft durchweg innerhalb der flachen Oberrheinebene. Darum verläuft sie fast geradlinig und besitzt auch keine größeren Kunstbauten. Der Anfang der Strecke befindet sich innerhalb des Stadtkreises Mannheim. Mit Rastatt, Ötigheim, Bietigheim (Baden), Durmersheim, Rheinstetten, Karlsruhe, Stutensee, Graben-Neudorf, Waghäusel, Neulußheim, Hockenheim, Oftersheim, Schwetzingen und Mannheim werden insgesamt 14 Kommunen passiert. Von südlich von Rheinau bis hinter Neulußheim durchquert sie den Rhein-Neckar-Kreis, bis nördlich von Hagsfeld den Landkreis Karlsruhe. Bis südwestlich der Abzweigstelle Dammerstock verläuft sie innerhalb des Stadtkreises Karlsruhe. Zwischen dem Abzweig Basheide und Forchheim (b Karlsruhe) durchquert die Strecke das letzte Mal den Landkreis Karlsruhe, südlich davon den Landkreis Rastatt.

### Betriebsstellen
Entlang der Strecke befinden bzw. befanden sich folgende Betriebsstellen:
| Betriebsstelle           | Beschreibung | Bild |
| ------------------------ | --- | ---- |
| Mannheim Hauptbahnhof    | Der Mannheimer Hauptbahnhof befindet sich am südlichen Rand der Innenstadt. Er entstand 1867, nachdem eine Verbindungsstrecke nach Ludwigshafen errichtet worden war, die heute zur Bahnstrecke Mannheim–Saarbrücken gerechnet wird. Er ersetzte den ursprünglichen Kopfbahnhof am Tattersall. |      |
| Mannheim Fabrikstation   | Dieser Haltepunkt erschloss ein Industriegebiet östlich von Mannheim-Almenhof. Er wurde 1987 aufgegeben. |      |
| Mannheim-Neckarau        | Der Bahnhof Mannheim-Neckarau befindet sich östlich des gleichnamigen Stadtteils. In der Nähe des Bahnhofs verkehren die Straßenbahnlinie 1 und Busse in Richtung der Innenstadt Mannheims sowie nach Neckarau West, Rheinau/Schwetzingen und Altrip. Im Bahnhof Mannheim-Neckarau zweigt ein Verbindungsgleis zum Rangierbahnhof Mannheim ab. Im Rahmen des Ausbaus der Strecke zur S-Bahn ist geplant den Bahnhof einige Meter Richtung Süden zu verlegen, um den Ortskern Neckarau besser zu erschließen. |      |
| Altrip                   | Der Haltepunkt Altrip befand sich auf der Gemarkung von Mannheim. Die Gemeinde Altrip selbst befindet sich auf der gegenüberliegenden Seite des Rheins in Rheinland-Pfalz und ist über eine Rheinfähre erreichbar. Mangels Rentabilität wurde der Halt 1987 aufgelassen. |      |
| Mannheim-Rheinauhafen    | Der Haltepunkt Rheinauhafen diente der Anbindung des Hafengeländes im Berufsverkehr. Er wurde 1987 aufgegeben. |      |
| Mannheim-Rheinau         | Der Bahnhof Mannheim-Rheinau befindet sich im Mannheimer Stadtteil Rheinau. Ab 1905 war er Ausgangspunkt der Nebenbahn nach Brühl, die 1912 bis nach Ketsch verlängert wurde. 1966 wurde sie stillgelegt. Seit Umbauarbeiten 2021 befindet sich die Endstelle der Mannheimer Straßenbahnlinie 1 nach Rheinau unmittelbar am Bahnhof, sodass ein direkter Umstieg möglich ist. Der Bahnhof verfügt über zusätzliche Gleise für den Güterverkehr, da die Anbindung des Hafens über den Bahnhof Mannheim-Rheinau erfolgt. |      |
| Schwetzingen-Hirschacker | Dieser Haltepunkt wurde im Rahmen des S-Bahn-Ausbaus errichtet und am 11. Dezember 2022 eröffnet. |      |
| Schwetzingen-Nordstadt   | Dieser S-Bahn-Haltepunkt mit zwei Seitenbahnsteigen wurde am 15. Dezember 2024 in Betrieb genommen. Die Baukosten betrugen 9,6 Millionen Euro. |      |
| Schwetzingen             | Der Bahnhof Schwetzingen befindet sich unweit der Schwetzinger Stadtmitte. 1873 wurde er mit Eröffnung der Bahnstrecke Heidelberg–Speyer zum Eisenbahnknotenpunkt. Seit 1880 mündet in ihn außerdem aus Richtung Norden die ausschließlich im Güterverkehr befahrene Bahnstrecke von Neu-Edingen/Mannheim-Friedrichsfeld ein. Nachdem der Abschnitt Oftersheim–Speyer aufgrund der Sprengung der Rheinbrücke gegen Ende des Zweiten Weltkrieges unterbrochen war, endete 1967 der Verkehr zwischen Schwetzingen und Heidelberg ebenfalls. |      |
| Oftersheim               | Mit dem Bau der Bahnstrecke Heidelberg–Speyer entstand 1873 nordwestlich der Gemeinde Oftersheim eine kleine Haltestelle, die sich damals noch weit außerhalb der Ortslage befand. Ab 1903 entwickelte sich aus dem Haltepunkt der heutige Bahnhof. |      |
| Hockenheim               | Der Bahnhof Hockenheim befindet sich am westlichen Stadtrand von Hockenheim. Er existiert seit 1986 und ersetzte seinen weiter östlich gelegenen Vorgänger. Er entstand im Zuge des Baus der Schnellfahrstrecke Mannheim–Stuttgart, um diese auf Höhe der Stadtmitte mit der Bahnstrecke Mannheim–Rastatt zu bündeln. |      |
| Haltepunkt Neulußheim    | Der Bahnhof Neulußheim befindet sich am östlichen Ortsrand von Neulußheim. Er existiert seit 1986 und ersetzte seinen weiter westlich gelegenen Vorgänger. Ähnlich wie in Hockenheim sollten die Bahnstrecke Mannheim–Rastatt und die Schnellfahrstrecke in diesen Bereich gebündelt werden. Vom Bahnhof Neulußheim bestehen Busverbindungen nach Heidelberg bzw. Speyer (Linie 717), nach Walldorf (Linie 718) sowie nach Rot-Malsch (Linie 719). |      |
| Bahnhof Waghäusel        | Der Bahnhof Waghäusel grenzt an den südwestlichen Rand des Stadtteils Waghäusel der gleichnamigen großen Kreisstadt, liegt aber, geografisch betrachtet, auf der Gemarkung des Stadtteils Wiesental. Der Bahnhof liegt ungefähr auf der Hälfte der Strecke Mannheim-Karlsruhe, sodass beide Städte in etwa gleicher Zeit erreicht werden können. In unmittelbarer Nähe des Bahnhofs liegt ein Industriegebiet unter anderem mit einem dm-Verteilerzentrum und der Schuler Niederlassung Waghäusel. Ebenso sind die Eremitage und die Wallfahrtskirche einfach zu Fuß zu erreichen. Da der Bahnhof im Übergangsgebiet der Verkehrsverbünde VRN und KVV liegt, werden Fahrkarten aus beiden Verkehrsverbünden anerkannt. Vom Bahnhofsvorplatz fahren Busse in Richtung Bruchsal, Oberhausen-Rheinhausen, Philippsburg, Altlußheim, Kronau und Bad Schönborn sowie in alle Stadtteile der Großen Kreisstadt. Wegen seiner verkehrsgünstigen und zentralen Lage wird der Bahnhof auch von vielen Pendlern der umliegenden Städte und Gemeinden genutzt. Östlich des Personenbahnhofs befinden sich zwei Güterzuggleise, die bis zu deren Schließung 1994 der Anbindung der Zuckerfabrik Waghäusel dienten. |      |
| Wiesental                | Der Haltepunkt Wiesental befindet sich am westlichen Ortsrand von Wiesental und verfügt über zwei Außenbahnsteige. |      |
| Abzweig Molzau           | Der Abzweig Molzau befindet sich zwischen Wiesental und Graben-Neudorf auf Gemarkung der Stadt Philippsburg. An dieser Stelle trennt sich die Verbindungskurve zur Schnellfahrstrecke Mannheim–Stuttgart von der Strecke Mannheim–Karlsruhe. Es bestehen Weichenverbindungen zwischen beiden Strecken. |      |
| Graben-Neudorf           | Der Bahnhof Graben-Neudorf wurde mit Entstehung der Bruhrainbahn in den Jahren 1874 bis 1877 zum Eisenbahnknotenpunkt. Mit Eröffnung der aus strategischen Gründen eröffneten Strecke von Graben-Neudorf über Blankenloch nach Karlsruhe geriet der bislang als Teil der Bahnstrecke Mannheim–Karlsruhe dienende Streckenabschnitt über Eggenstein ins Abseits. Dieser wird heute „Hardtbahn“ genannt und fungierte ausschließlich als Nebenbahn. 1967 endete dort der Personenverkehr, woraufhin der Abschnitt Leopoldshafen–Graben-Neudorf abgebaut wurde. Auf Teilen der Reststrecke entstand ab Ende der 1970er Jahre eine Stadtbahnstrecke bis Hochstetten. Im Jahr 1988 wurde der Bahnhof außerdem südlicher Endpunkt der Bahnstrecke Waghäusel Saalbach–Graben-Neudorf, die ihn mit der Schnellfahrstrecke Mannheim–Stuttgart verknüpft. |      |
| Friedrichstal            | Der Bahnhof Friedrichstal befand sich ursprünglich westlich des historischen Ortskerns neben der Stadtbahnhaltestelle Friedrichtal Nord. 2014 wurde er aufgegeben und durch einen neuen Haltpunkt circa einen Kilometer weiter südlich an der Stadtbahnhaltestelle Saint-Riquier-Platz ersetzt. Er verfügt über zwei Außenbahnsteige. |      |
| Blankenloch              | Der Bahnhof Blankenloch befindet sich am westlichen Ortsrand. Er verfügt über drei Hauptgleise, einen Mittel- und einen Außenbahnsteig. |      |
| Karlsruhe-Hagsfeld       | Der Bahnhof Karlsruhe-Hagsfeld befindet sich südwestlich des Ortskerns. Er verfügt über zwei Außenbahnsteige. Südlich des Bahnhofs zweigt die Güterumgehungsbahn Karlsruhe ab. Mitte der 1980er Jahre wurde die Bedienung des Bahnhofs im Personenverkehr aufgegeben und erst wieder 1997 zeitgleich mit der Eröffnung der Stadtbahnlinie S2 wiederaufgenommen. Heute verknüpft der Bahnhof die S-Bahn-Linie S9 mit der Stadtbahnlinie S2 sowie der städtischen Buslinie 31. |      |
| Karlsruhe Hauptbahnhof   | Der Karlsruher Hauptbahnhof befindet sich seit 1913 am südlichen Rand der Karlsruher Südstadt und ersetzte den ursprünglichen Bahnhof in der Innenstadt. Der Bahnhof verfügt über eine Reiseauskunft, Fahrrad-Stellplätze, Parkplätze, Busanschluss, Taxis, Toiletten, Schließfächer, Mobilitätsservice und Reisebedarf. |      |
| Abzweig Dammerstock      | Der Abzweig Karlsruhe-Dammerstock befindet sich südlich des Karlsruher Stadtteils Oberreut. An ihm mündet die Güterumgehungsbahn Karlsruhe ein. Von 1944 bis 1966 mündete außerdem eine Verbindungskurve vom Bahnhof Karlsruhe-West ein. |      |
| Forchheim                | Der Bahnhof Forchheim befindet sich außerhalb des namensgebenden Ortsteils der Stadt Rheinstetten im Bereich der Siedlung und des Gewerbegebiets Silberstreifen. Er verfügt über zwei Außenbahnsteige und einen Gleisanschluss. Das Empfangsgebäude ist ungenutzt. |      |
| Abzweig Bashaide         | Der Abzweig Bashaide befindet sich auf freier Strecke nordöstlich von Durmersheim. Hier zweigt die Schnellfahrstrecke Karlsruhe–Basel von der Bestandsstrecke ab. Bis zur Fertigstellung der Strecke im Bereich Rastatt dient der bereits errichtete Streckenabschnitt zwischen Bashaide und dem Bahnhof Kreuzacker als Baustellenzufahrt. Der Abzweig Bashaide ersetzt eine zuvor an diesem Standort befindliche Blockstelle, die jedoch nur zeitweise bei besonders hohem Verkehrsaufkommen besetzt war und die bis zu ihrer Stilllegung am 27. März 2017 die letzte Blockstelle mit mechanischem Stellwerk in Baden-Württemberg war. Die Blockstelle war ein Kulturdenkmal, das abgerissen wurde, da ein Erhalt aufgrund der Zwangspunkte Straßenüberführung und Bestandsstrecke einen unverhältnismäßigen Flächenbedarf und Eingriff in den Naturhaushalt zur Folge hätte. Um an diese im Zusammenhang mit der „Kanonenbahn“ von Graben-Neudorf nach Sarreguemines entstandene Einrichtung zu erinnern, ist die museale Aufstellung eines funktionslosen, bahnabgewandten Formsignals in der Nähe der früheren Blockstelle erfolgt. Seit 4. Oktober 2018 ist das ESTW-A Bashaide in Betrieb, von wo aus die Betriebsstellen Bashaide und Forchheim (b Karlsruhe) sowie der Bahnübergang Mörsch gestellt werden, und das von der aus der BZ Karlsruhe gesteuerten ESTW-Unterzentrale Rastatt gesteuert wird. Das aus sechs Modulen bestehende Gebäude mit einer Grundfläche von 108 m² wurde bereits im Februar 2018 errichtet. Der Bau des neuen ESTW samt der 25 neuen Signale kostete etwa neun Millionen Euro. |      |
| Durmersheim Nord         | Die Haltestelle Durmersheim Nord befindet sich im Nordosten Durmersheim. Sie verfügt über zwei Außenbahnsteige und wurde Mitte der 1990er Jahre in Betrieb genommen. |      |
| Durmersheim              | Der Bahnhof Durmersheim befindet sich östlich des Ortskerns von Durmersheim. Er besitzt vier Hauptgleise, einen Insel- und einen Seitenbahnsteig sowie Nebengleise für den örtlichen Güterverkehr. Stand 2024 ist er als letzter Bahnhof der Strecke mit mechanischen Stellwerken und Formsignalen ausgerüstet. Es ist geplant, den Bahnhof umzubauen, den Inselbahnsteig durch einen Mittelbahnsteig zu ersetzen und die drei Bahnübergänge sowie den ebenerdigen Zugang zum Mittelbahnsteig durch drei Unterführungen zu ersetzen. |      |
| Bietigheim               | Der Haltepunkt Bietigheim befindet sich östlich des Ortskerns von Bietigheim und verfügt über zwei Außenbahnsteige. |      |
| Ötigheim                 | Der Bahnhof Ötigheim befindet sich am östlichen Ortsrand von Ötigheim. Der Bahnhof besitzt drei Hauptgleise, einen Außen- und einen Mittelbahnsteig. |      |
| Rastatt                  | Der zeitgleich mit der Strecke Graben-Neudorf–Rastatt im Jahr 1895 eröffnete Bahnhof ersetzte den bereits 1844 eröffneten vorherigen Bahnhof. Der neue Bahnhof befindet sich nordöstlich der Stadtmitte. Hier mündet die Bahnstrecke Mannheim–Rastatt in die Rheintalbahn und ist ferner mit der Murgtalbahn sowie der Bahnstrecke Rastatt–Wintersdorf verknüpft. |      |

## Verkehr

### Personenfernverkehr
Die drei im Korridor Mannheim–Karlsruhe–Basel verkehrenden ICE-Linien sowie einzelne ICE- und TGV-Züge in der Relation Mannheim–Karlsruhe–Strasbourg werden zwischen Mannheim und dem Abzweig Molzau über die Schnellfahrstrecke geführt und nutzen zwischen Graben-Neudorf und Rastatt die Bahnstrecke Mannheim–Rastatt. Südlich von Karlsruhe kommen weiter ICE- und TGV-Züge in der Relation Stuttgart–Karlsruhe–Strasbourg hinzu. Die Betriebsführung zwischen Karlsruhe und Rastatt wird flexibel gehandhabt, so dass die Fernverkehrszüge je nach Betriebslage über Durmersheim oder Ettlingen West geführt werden.
Die Planungen zum Deutschlandtakt sehen in der Relation Mannheim–Basel eine vierte ICE-Linie vor, so dass sich ein 30-Minuten-Takt ergibt.

### Personennahverkehr
Zwischen Mannheim und Karlsruhe verkehrt die S-Bahn-Linie S9 der S-Bahn Rhein-Neckar mit Fahrzeugen der Baureihe 463. Zwischen Mannheim und Graben-Neudorf besteht ein 30-Minuten-Takt, südlich davon ein 60-Minuten-Takt. In der Hauptverkehrszeit verkehren zusätzliche Verstärkerzüge, teilweise auch als Regional-Express. Zwischen Karlsruhe und Graben-Neudorf verkehrt zusätzlich die Regional-Express-Linie RE4 im Zweistundentakt in der Relation Karlsruhe–Graben-Neudorf–Germersheim–Ludwigshafen–Mainz–Frankfurt am Main.
Südlich von Karlsruhe besteht das Nahverkehrsangebot aus den Stadtbahnlinien S7 und S8, die sich zu einem 20/40-Minuten-Takt ergänzen. Die Stadtbahnen verkehren nicht zum Karlsruher Hauptbahnhof, sondern werden ab Albtalbahnhof weiter als Straßenbahn in die Karlsruher Innenstadt geführt. Zudem verkehren die Regional-Express-Linien RE2 und RE7 ohne Zwischenhalt von Karlsruhe bis Rastatt und weiter nach Offenburg. Die Regional-Express-Züge werden abhängig von der Betriebslage über Durmersheim oder Ettlingen-West geführt.

### Güterverkehr
Auf der Strecke Mannheim–Rastatt herrscht dichter Güterverkehr mit überwiegend internationalen Zügen. Zwischen Schwetzingen und Karlsruhe nimmt sie den größten Teil des Verkehrs in Nord-Süd-Richtung auf. Über die parallele Strecke Heidelberg–Karlsruhe verkehrt nur ein kleinerer Anteil der Züge. Zwischen Karlsruhe und Rastatt werden die Güterzüge je nach Betriebslage über Durmersheim oder über Ettlingen-West geführt. Nördlich von Schwetzingen verkehren die meisten Züge über die Main-Neckar-Bahn nach Darmstadt oder über den Abzweig Mannheim-Ziehbrunnen zum Rangierbahnhof Mannheim.
Von den Zwischenbahnhöfen weist der Bahnhof Mannheim-Rheinau den größten Güterverkehr auf, da an diesem Bahnhof die Hafenbahn des Rheinauhafens anschließt. Weitere Gleisanschlüsse zu Kieswerken bestehen an den Bahnhöfen Durmersheim und Forchheim, wobei der Forchheimer Gleisanschluss seit vielen Jahren ungenutzt ist.